# پلنگ صورتی (شخصیت)
پلنگ صورتی یک شخصیت کارتونی در مجموعه فیلم‌های پلنگ صورتی می‌باشد. محبوبیت این شخصیت کارتونی باعث تولید چندین سری از فیلم‌های کوتاه، کمیک استریپ (نقاشی متحرک) و کارتون‌های تلویزیونی شد. پلنگ صورتی در ۱۲۴ فیلم کوتاه، ۱۰ نمایش تلویزیونی و سه برنامه عصرگاهی (Prime time)حضور داشته‌است. نام این شخصیت با آهنگ پلنگ صورتی معروف شده‌است.پلنگ صورتی در واقع پلنگی حاصل یک جهش ژنتیکی بسیار نادر است که رنگ زیبایی به این جانور می بخشد و این کارتون در واقع برای آشنایی بیشتر با این گونه بوده است. براساس این شخصیت لایو اکشن های زیادی به کارگردانی بلیک ادواردز و لایو اکشن های جدیدتر با بازی استیو مارتین، بازی های ویدئویی مختلف، سری تلویزیونی جدید ساخته و منتشر شدند.
در حقیقت مرد سفید با دماغ بزرگ منتسب به تیلر دارد. وی در واقعیت هم انسانی کوتاه قد و بد دهان و همواره عصبی بوده البته پلنگ صورتی با اون مشکلی ندارد. بنابراین خالقین پلنگ صورتی تصمیم گرفتند که با تمثیل شخصیت دماغ بزرگ قد کوتاه منتسب شده از تیلر ، این پند بزرگ و مهم را به کودکان برسانند که اگر در زندگی خود با امثال انسان های بد دهن و کج خلقی رو به رو شدید ؛ همچون پلنگ صورتی با آن انسان های منفی دهان به دهان نشده و بلکه سعی کنید که با تلاش و کوشش به‌صورت درست و انسانی حریف را شکست داده و خجالت زده کنید.

## تاریخچه
در اوایل دهه ۱۹۶۰ فریز فرلنگ و دیوید دپاتی شرکتی تأسیس کردند به نام: دپاتی-فرلنگ اینترپرایزز.
روزی بلیک ادواردز (کارگردان فیلم‌های پلنگ صورتی با حضور پیتر سلرز) به دپاتی پیشنهاد کرد از شخصیت پلنگ صورتی طرحی دراندازد که در عنوان‌بندی یکی از فیلم‌های این مجموعه به کار گرفته شود. دپاتی و دستیارانش قریب به ۱۰۰ طرح از این شخصیت درانداختند و عاقبت همین پلنگ لاغر اندام صورتی مورد توجه قرار گرفت. این طرح اصلی از آن شخصی بود به نام هالی پرات.
این تکه کوچک روی یکی از فیلم‌های پلنگ صورتی با حضور این شخصیت کارتونی قرار گرفت و بسیار مورد توجه بینندگان قرار گرفت. اینجا بود که فریز و دپاتی عزم خود را جزم کردند که یک سریال کارتونی از این شخصیت به وجود آورند. البته فریز اوایل ناراضی بود و وقتی صحبتهای دپاتی با هرالد میریش و رضایت یونایتد آرتیست به نتیجه مطلوب رسید او هم در میدان بود. آن‌ها تصمیم گرفتند ۱۵۶ قصه را از این مجموعه بسازند و البته تعهد شد ۲۵ درصد فروش به دپاتی و فریز بازگردد.
اولین قسمت این مجموعه (همان قسمت که پلنگ صورتی با شخصیتی دیگر سر رنگ خانه دعوا دارند) برنده اسکار ۱۹۶۴ شد و گروه با عزمی راسختر هر ماه یک قسمت از این مجموعه را تولید کرد که در سراسر جهان و به ویژه اروپا با استقبال خیره کننده‌ای روبرو شد.
آهنگ این کارتون همان موسیقی‌ای است که هنری مانچینی پیشتر برای سری فیلم‌های پلنگ صورتی ساخته بود. یک آهنگ فوق‌العاده که سال‌های سال در آموزشگاه‌های موسیقی و هنری اروپا به دانشجویان تدریس شده و می‌شود.

## دوستان صورتی
- بازرس (نمایش ۱۹۶۵–۱۹۶۹)
- مورچه و مورچه‌خوار (نمایش ۱۹۶۸–۱۹۷۱)
- تورو و پانچو (نمایش ۱۹۶۸–۱۹۷۲)
- مار آبی تندرو(نمایش ۱۹۷۲)
- داگ فادر